# 350 років Харкову (монета)
«350 ро́ків Ха́ркову» — ювілейна монета номіналом 5 гривень, випущена Національним банком України. Присвячена одному з найбільших індустріальних, наукових і культурних центрів України, місту Харкову, заснованому близько 1655 року українськими козаками — переселенцями з Правобережної України як фортеця для захисту Слобідської України від грабіжницьких нападів завойовників.
Монету введено в обіг 1 липня 2004 року. Вона належить до серії «Стародавні міста України».

## Опис монети та характеристики
| Номінал грн. | Метал      | Маса, г | Діаметр, мм | Якість виготовлення | Гурт     | Тираж, штук |
| ------------ | ---------- | ------- | ----------- | ------------------- | -------- | ----------- |
| 5            | нейзильбер | 16,54   | 35,0        | звичайна            | рифлений | 30 000      |

### Аверс
На аверсі монети зображено дзвіницю (1821 —1848) Успенського собору, угорі — малий Державний Герб України, ліворуч позначення номіналу — «5», праворуч півколом напис — «УКРАЇНА», унизу напис — «ГРИВЕНЬ» та рік карбування монети — «2004». Крім того, на монеті розміщено логотип Монетного двору Національного банку України.

### Реверс

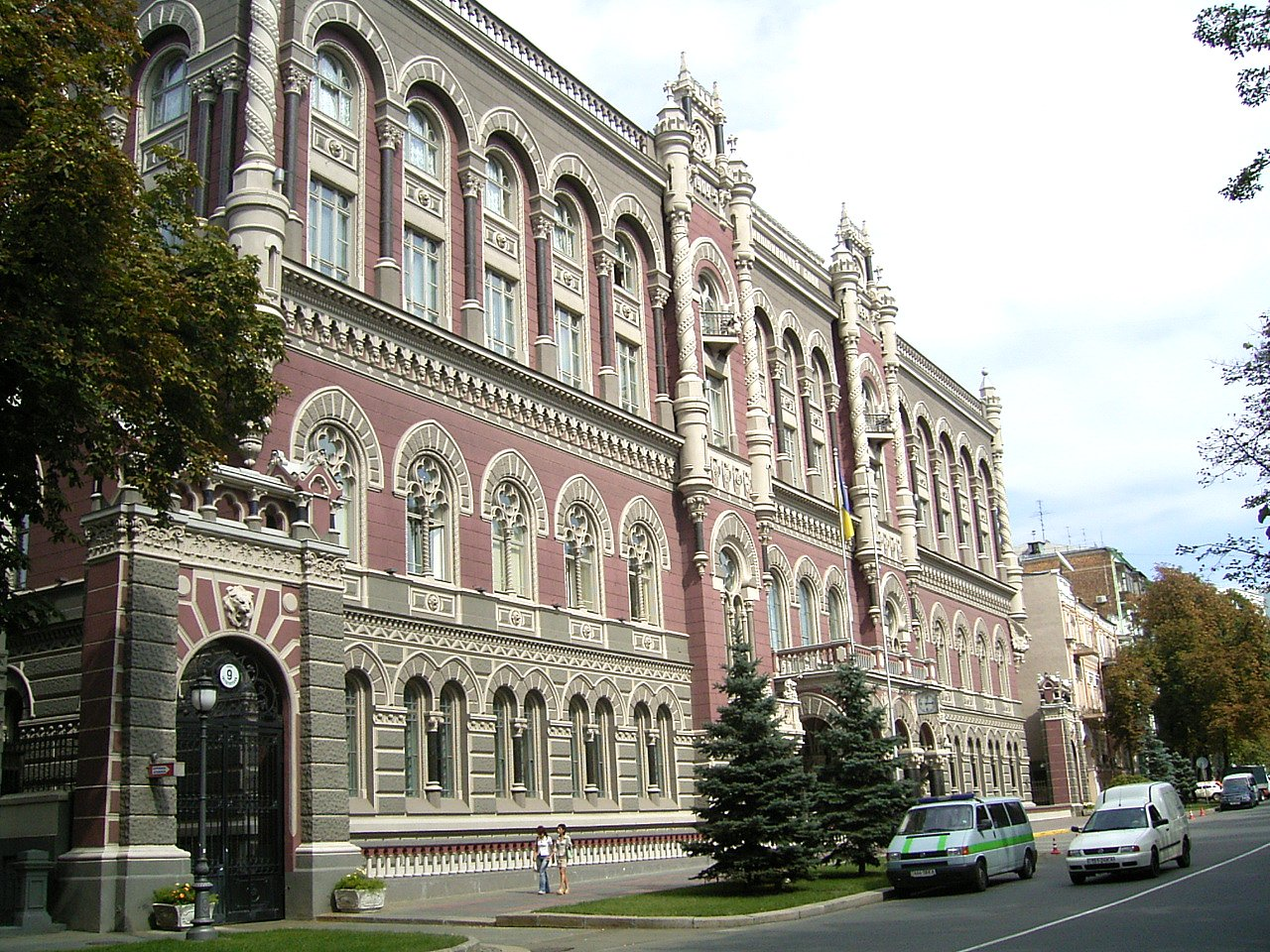
Будівля Національного банку України

На реверсі монети зображено візитну картку міста — будинок Державної промисловості (Держпром), побудований у стилі конструктивізму (1928), угорі ліворуч — герб міста, унизу півколом розміщено напис «ХАРКІВ» • «350 РОКІВ».

## Автори
- Художники: Оксана Терьохіна, Наталія Домовицьких.
- Скульптори: Володимир Дем'яненко.

## Вартість монети
Під час введення монети в обіг 2004 року, Національний банк України розповсюджував монету через свої філії за номінальною вартістю — 5 гривень.
Фактична приблизна вартість монети, з роками змінювалася так:
| Рік        | 2010 | 2011 | 2012 | 2013 | 2014 | 2015 | 2016 | 2017 | 2018 | 2019 | 2020 | 2021 | 2022 | 2023 | 2024 | 2025 |
| ---------- | ---- | ---- | ---- | ---- | ---- | ---- | ---- | ---- | ---- | ---- | ---- | ---- | ---- | ---- | ---- | ---- |
| Ціна, грн. | 110  | 130  | 150  | 160  | 160  | 180  | 250  | 380  | 380  | 390  | 370  | 360  | 360  | 500  | 780  | 790  |